# سادي تانر موسيل ألكسندر
سادي تانر موسيل ألكسندر (بالإنجليزية: Sadie Tanner Mossell Alexander)‏ (2 يناير 1898 - 1 نوفمبر 1989)، هي أول أمريكية أفريقية تحصل على درجة الدكتوراه في الاقتصاد في الولايات المتحدة (1921)، وأول امرأة تحصل على شهادة في القانون من كلية الحقوق، جامعة بنسلفانيا. وأول امرأة أمريكية من أصل أفريقي تمارس القانون في بنسلفانيا، متبعة خطى والدها. وأول رئيسة وطنية لمنظمة دلتا سيغما سيتا، بين العامين 1919 و1923.
عُينت عام 1946 في لجنة الرئيس للحقوق المدنية التي أسسها هاري ترومان. وكانت أول امرأة أمريكية من أصل أفريقي تُعين كمساعدة لمحامي المدينة في فيلادلفيا. وكانت هي وزوجها ناشطين في الحقوق المدنية. وفي عام 1952 عُينت في لجنة العلاقات الإنسانية في المدينة، وبقيت فيها حتى عام 1968. وكانت رئيسة لجنة المحامين للحقوق المدنية بموجب القانون (1963) للرئيس جون إف كينيدي. وفي عام 1979، عينها جيمي كارتر كرئيسة لمؤتمر البيت الأبيض للشيخوخة (WHCoA). وخدمت في مجلس الرابطة الوطنية الحضرية لمدة 25 عامًا. 

## سيرتها
ولدت سادي تانر موسيل في 2 يناير 1898 في فيلادلفيا، والدها هو آرون ألبرت موسيل الثاني ووالدتها ماري لويزا تانر (مواليد 1867).
التحقت موسيل بالمدرسة الثانوية في واشنطن العاصمة في مدرسة إم ستريت، والمعروفة الآن باسم مدرسة دنبار الثانوية، وتخرجت منها عام 1915. 
عادت موسيل إلى فيلادلفيا لتدرس في كلية التعليم في جامعة بنسلفانيا، وتخرجت عام 1918. وتابعت الدراسات العليا في الاقتصاد في جامعة بنسلفانيا، وحصلت على درجة الماجستير في عام 1919. ومنحت زمالة فرانسيس سيرجينت بيبر، ثم تابعت دراستها وفي عام 1921 أصبحت ثاني امرأة أمريكية أفريقية في الولايات المتحدة تحصل على درجة الدكتوراه.
وجدت صعوبة في الحصول على عمل كأستاذة في فيلادلفيا لكونها من أصل أفريقي حتى مع حصولها على درجة الدكتوراه، قررت موسيل الحصول على وظيفة كمخمنة (أكتوارية) مع شركة نورث كارولاينا للتأمين على الحياة المملوكة للسود في درم، كارولاينا الشمالية وعملت هناك لمدة عامين.
في عام 1923، تزوجت موسيل بريموند بيس ألكسندر بعد وقت قصير من اجتيازه لامتحان نقابة المحامين، ثم عادت معه إلى فيلادلفيا. وتلقت موسيل عروض عمل من العديد من الكليات والجامعات السوداء، ولكن لم يكن أي منها موجودًا في فيلادلفيا، ولم تكن لديها رغبة في ترك عائلتها الجديدة. لذا بقيت في المنزل لمدة عام، وتفرغت للعمل التطوعي، ودخلت كلية الحقوق في النهاية. وكانت أول امرأة أمريكية من أصل أفريقي تُقبل في كلية الحقوق في جامعة بنسلفانيا. وفي عام 1927، كانت أول خريجة أمريكية من أصل أفريقي، والأولى لتُقبل في نقابة المحامين في بنسلفانيا.
زاولت موسيل ألكسندر العمل القانوني من عام 1927 حتى تقاعدها في عام 1982. وعند قبولها في نقابة المحامين، انضمت إلى عمل زوجها القانوني كشريكة له، متخصصة في قانون العقارات والأسرة. وكان كلا الزوجين نشطين في قانون الحقوق المدنية كذلك. وفي عام 1928 أصبحت أول امرأة أميركية أفريقية تُعين كمساعدة لمحامي مدينة فيلادلفيا، وخدمت حتى عام 1930. وأعيد تعيينها بنفس المنصب من عام 1934 حتى عام 1938. وكانت أول امرأة تعمل أمينة لجمعية نقابة المحامين الوطنية من عام 1943 حتى عام 1947. ثم عُينت في لجنة العلاقات الإنسانية لمدينة فيلادلفيا، وعملت فيها من عام 1952 حتى عام 1968. في عام 1959، عندما عُين زوجها في المحكمة الابتدائية العامة في فيلادلفيا، فتحت مكتبها القانوني الخاص. وواصلت ممارسة القانون بشكل مستقل حتى وفاة زوجها في عام 1974. وفي عام 1976، انضمت إلى شركة أتكينسون ومايرز وأرشي كمستشارة عامة، حيث بقيت حتى تقاعدها.
توفيت موسيل ألكسندر في 1 نوفمبر 1989 في قرية كاثيدرال في أندورا، فيلادلفيا، إثر إصابتها بذات الرئة من مضاعفات مرض الألزهايمر. ودفنت في مقبرة ويست لوريل هيل.

## روابط خارجية
- سادي تانر موسيل ألكسندر على موقع الموسوعة البريطانية (الإنجليزية)